# بوليفار غوميز
بوليفار غوميز (31 يوليو 1977 بإسمرالداس في الإكوادور - ) هو لاعب كرة قدم إكوادوري في مركز الدفاع. شارك مع منتخب الإكوادور لكرة القدم. أما مع النوادي، فقد لعب مع نادي ديبورتيفو إل ناسيونال ونادي ماكارا ونادي مانتا لكرة القدم.

## وصلات خارجية
- بوليفار غوميز على موقع قاعدة بيانات كرة القدم.إي يو (الإنجليزية)
- بوليفار غوميز على موقع عالم كرة القدم.نت (الإنجليزية)